# Igreja Evangélica Luterana Independente

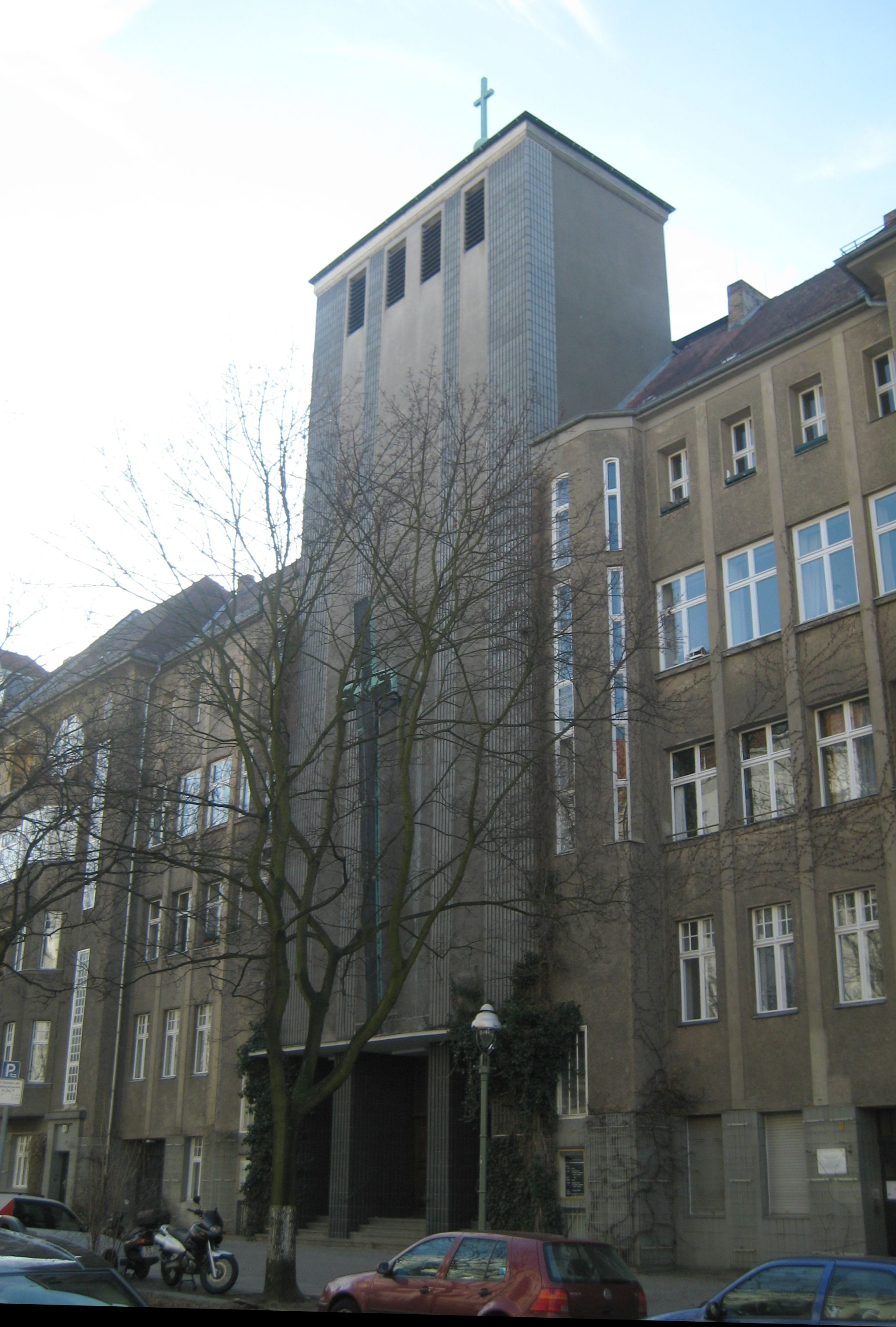
Igreja Evangelica Lutherana Santa Cruz, Berlim

A Igreja Evangélica Luterana Independiente (em alemão Selbständige Evangelisch-Lutherische Kirche) é a conservadora e confessional Igreja Luterana Alemã, fundada de 1830.
O seu bispo atual é Hans-Jörg Voigt, e o seu consistório está localizado em Hanôver, na Baixa Saxônia.
Em 2015, possuía cerca de 35 175 membros em quase 174 congregações, atendidos por mais de 103 pastores.
A Igreja Evangélica Luterana Independente é membro do Concílio Luterano Internacional (ILC).